# Gábor Apor
Gábor Apor (n. 12 aprilie 1851, Viena – d. 19 august 1898, Baden, Austria) a fost un nobil transilvănean, prefect al comitatului Târnava Mare, cu reședința la Sighișoara. Gábor Apor a fost tatăl episcopului Vilmos Apor, ucis de Armata Roșie și canonizat de Biserica Catolică.
Lui Gábor Apor i se datorează construcția căii ferate Sibiu-Agnita-Sighișoara.